# Éric Chahi
Éric Chahi é um designer de jogos francês melhor conhecido por ter sido o criador do jogo Another World (conhecido como Out Of This World nos Estados Unidos e Outer World no Japão).

## Carreira
Chahi começou em 1983 programando jogos para o computador Oric 1 e mais tarde para o Amstrad CPC. Depois mostrou seu talento desenvolvendo jogos para as plataformas Atari e Amiga.
No ano de 1989 trabalhou em colaboração com Paul Cuisset na Delphine Software, fundada por Cuisset, nos gráficos e animação do jogo Future Wars, sendo aclamado pela sua atmosfera e minimalismo.
Em 1991 fez o jogo que o consagraria na história dos videogames: Another World, sendo conhecido nos Estados Unidos como Out Of This World. A mundança foi feita para não haver confusão com uma série de televisão exibida nos Estados Unidos com o mesmo nome.
Um detalhe a ser observado é que somente na versão para Super Nintendo, o jogo ganhou trilha sonora aos padrões de Guerra nas Estrelas.
Mais tarde, em 1992, fundou sua equipe de desenvolvimento na Amazing Studio para a produção do jogo Heart Of Darkness, que consumiu seis anos, sendo lançado no dia 31 de julho de 1998. Tal esforço foi reconhecido e o jogo foi um grande sucesso, mesmo em uma época em que os jogos em 2D já eram considerados obsoletos. Em outubro de 2010, Christian Robert, considerado um dos pilares no desenvolvimento de Heart Of Darkness e também responsável pelos cenários de Flashback e Cruise For A Corpse,[carece de fontes?] veio a falecer. Em sua homenagem, Chahi colocou em sua página pessoal um mural com imagens dos cenários e personagens do jogo, desenhados por Robert. 
Chahi tem outras paixões além de programar jogos. Ele também se aprofundou em segmentos como animação, cinema, ilustração, síntese sonora, teatro e pintura, vendo nesta última o que acreditava ser sua vida.
Depois de Heart Of Darkness, Chahi desapareceu da indústria de jogos eletrônicos para perseguir outras áreas de interesse. Além do mencionado, ele tem fixação por vulcões
. De fato. Visitar o deserto e um vulcão em atividade era o que precisava para inspirar outro jogo: From Dust. 

## Ludografia
- 1983 Frog (Oric 1; ASN diffusion);
- 1983 Carnaval (Oric 1; ASN diffusion);
- 1984 Le Sceptre d’Anubis (Oric 1; Micro Programmes 5);
- 1984 Doggy (Oric 1; Loriciels) ;
- 1985 Infernal Runner (Amstrad CPC, C64; Loriciels) - Chahi não foi creditado na versão para C64 do jogo;
- 1986 Le Pacte (Loriciels);
- 1987 Danger Street (Amstrad CPC; Chips);
- 1987 Profanation (Amstrad CPC; Chips);
- 1988 Voyage au centre de la Terre (Amiga, Atari, PC, C64; Chips);
- 1988  Jeanne d'Arc (Amiga, Atari, PC, C64; Chips);
- 1989 Future Wars ou, em francês, Les Voyageurs du Temps (Atari, Amiga, MS-DOS; Interplay);
- 1991 Another World (Estados Unidos: Out Of This World, Japão: Outer World ; Interplay);
- 1998 Heart of Darkness (Windows, Playstation; Interplay);
- 2004 Amiga Classix 4 (Magnussoft);
- 2006 Another World, relançado em comemoração do 15º aniversário para Windows XP com gráficos de alta definição;
- 2011 Another World, relançado em comemoração do 20º aniversário para iOS e Android com gráficos de alta definição;
- 2011 From Dust (Ubisoft), disponível somente via download para Playstation 3, XBox 360 e PC.

## Observações
- Mesmo sendo considerado uma continuação de Out Of This World, o jogo Heart Of The Alien não foi pensado nem desenvolvido por Éric Chahi. Foi desenvolvido por Jeremy S. Barnes, Michael Burton e Doug Nonast e publicado pela Virgin Interactive e Avalon Interactive, originalmente para o console Sega CD. Mais tarde, ganhou versões para Windows, Symbian e GP2X.

- Apesar de alguma semelhança com o jogo Another World, o jogo Flashback não foi desenvolvido por Éric Chahi mas sua influência é sentida nele, sendo feito por Paul Cuisset, e a extinta Delphine Software sua publicadora, assim como a de Another World. A confusão sobre a autoria ainda é comum.